# John Child (Beachvolleyballspieler)
John Child (* 4. Mai 1967 in Toronto) ist ein ehemaliger kanadischer Beachvolleyballspieler.

## Karriere
Child spielte seine ersten FIVB-Turniere in den Jahren 1991 bis 1995 mit Edward Raymond Drakich. Das beste Ergebnis war ein vierter Platz in Miami. 1996 bildete er ein neues Duo mit seinem langjährigen Partner Mark Heese. Die beiden Kanadier erreichten mehrmals dritte Plätze bei den Open-Turnieren und gewannen 1996 das Weltserien-Turnier in Berlin. Im gleichen Jahr nahmen sie am olympischen Turnier in Atlanta teil und gewannen mit einem Sieg gegen die Portugiesen Maia/Brenha Bronze. Bei der Weltmeisterschaft 1997 wurden sie ebenso Neunter wie zwei Jahre später in Marseille.
Bei den Olympischen Spielen 2000 belegten Child/Heese nach einer Viertelfinal-Niederlage gegen die Brasilianer Zé Marco und Ricardo Santos den fünften Rang. In der ersten Hauptrunde der WM 2001 in Klagenfurt scheiterten sie erneut an Maia/Brenha. 2003 in Rio de Janeiro kam das Aus bereits in der Vorrunde. Erfolgreicher verlief die dritte Olympiateilnahme 2004 in Athen. Die Kanadier erreichten das Viertelfinale, das sie gegen die späteren Silbermedaillengewinner Bosma/Herrera in drei Sätzen verloren. Die WM 2005 in Berlin mussten sie nach der Auftakt-Niederlage gegen die Schweden Berg/Svensson wegen einer Verletzung vorzeitig beenden.